# Thecla marius
Thecla marius är en fjärilsart som beskrevs av Lucas 1857. Thecla marius ingår i släktet Thecla och familjen juvelvingar. Inga underarter finns listade i Catalogue of Life.